# Elizabeth Seymour, Marquesa de Winchester
Elizabeth Seymour, Marquesa de Winchester, foi uma figura importante na corte inglesa do século XVI. Ela nasceu em uma família nobre em 1518, filha de Sir John Seymour e Margery Wentworth. Elizabeth ganhou destaque ao se tornar a terceira esposa de John Paulet, o futuro Marquês de Winchester, em 1538. O casamento com Paulet proporcionou a Elizabeth uma posição de influência na corte e na sociedade inglesa.
A Marquesa de Winchester é mais conhecida por sua relação com a rainha Ana Bolena, irmã do rei Henrique VIII. Elizabeth foi uma das damas de honra de Ana Bolena antes de se tornar rainha e, após a execução de Ana em 1536, Elizabeth permaneceu na corte como dama de companhia da nova rainha, Jane Seymour, sua irmã mais velha.
A história de Elizabeth Seymour é frequentemente obscurecida pela de suas irmãs, Jane Seymour, a terceira esposa de Henrique VIII, e Margery Seymour, que se casou com Sir Henry Killigrew. No entanto, seu papel na corte Tudor é digno de estudo e análise.
Infelizmente, informações detalhadas sobre a vida de Elizabeth Seymour são escassas, mas ela é mencionada em várias obras históricas sobre a corte Tudor e a Inglaterra do século XVI.